# サイモン・コーウェル
サイモン・コーウェル（Simon Philip Cowell、1959年10月7日 - ）は、イギリスの音楽プロデューサー、タレント。オーディション番組『ブリテンズ・ゴット・タレント』『Xファクター』などの審査員としてよく知られている。コーウェルは音楽界とテレビ界の両方で働いており、パワーレンジャーなどの音楽もプロデュースした。
日本語では、姓がカウエルと表記されることもある。

## 経歴
コーウェルはイギリスのブライトンで生まれ、ハートフォードシャー州エルストリーで育つ。父はユダヤ系で、不動産開発業や音楽界で働いていた。17歳で学校を中退しいくつかの仕事を経験するが、いずれも上司や同僚とそりが合わず長続きしなかった。最終的に父が重役を務めていたEMI Music Publishingの郵便仕分け室で働くようになり、1980年代頃にレコード・プロデューサーに転身した。

### オーディション番組の審査員として
2001年、イギリスの新オーディション番組『ポップ・アイドル』の審査員に抜擢され、2002年からはアメリカ版である『アメリカン・アイドル』でも審査員を務めた。出場者に対する彼の厳しい批判はこれらの番組を有名にする理由の一つとなり、コーウェルは"nasty guy Simon"として一躍有名になる。
彼のよく言うフレーズには"I don't mean to be rude, but …"（この題名で自伝も出版している）があるが、その後には出場者に対して中傷・侮辱とも取られかねない手厳しい批判（パーソナリティから外見まで）が続くことが多い。
2004年にはイギリスでオーディション番組『The X Factor』を制作、シャロン・オズボーンやルイ・ウォルシュらと共に審査員を務めた。しかし、この番組が『ポップ・アイドル』にあまりに似すぎているとして「ポップ・アイドル」のプロデューサーから訴えられてしまい、後に和解している。『The X Factor』は15シーズン制作された後に打ち切りとなった。
2007年からは、自ら制作した『ブリテンズ・ゴット・タレント』の審査員となった。
フィンランド出身のシンガーソングライター・サラ・ヌネスは、自身の楽曲『Simon Can't Sing』においてコーウェルを『サイモンは歌も歌えないし、ダンスもできない』と揶揄している。

## 資産
2003年6月、コーウェルは自身の持っていたS Recordsの株式を4200万ドルでBMGに売却し、一躍億万長者となった。
2006年、コーウェルはITVと3年間の契約を交わし、『Xファクター』の放映権を獲得。またウエスト・エンドで上演されるミュージカル『グリース』に出演するスターを探す番組『Greese Is The Word』に関して1300万ポンドを受け取ったと言われている。
2007年7月23日号の米TVガイド誌が「米テレビ出演者の報酬」のランキングを発表し、コーウェルは年収4500万ドルで2位にランクインした。
2009年11月、経済誌フォーブス誌が「アメリカのテレビ界で最も稼いでいる男性」のランキングを発表し、2008年6月から2009年6月までの収入が7,500万ドル（日本円で約67億5,000万円）で1位にランクインした。このランキングの上位にランキングされた男性出演者のほとんどが事業なども手掛けていて、コーウェルは英歌手レオナ・ルイスやスーザン・ボイルの契約するレコード会社を所有している。
2010年12月、同誌が「エンターテインメント業界で最も稼いだ人物」のランキングを発表し、8,000万ドル（日本円で約65億6,000万円）を稼いで11位にランクインした。
2011年5月、英サンデー・タイムズ紙が「英音楽界での長者番付」を発表し、推定資産2億ポンド（約266億円）で6位にランクインした。この資産は2010年から3500万ポンド増加している。
2011年8月、米TVガイド誌が「ドラマ＆リアリティ番組に出演する高額ギャラ俳優・女優」を発表し、1シーズンにつき7500万ドルを稼いでリアリティ番組部門のトップになった。
2011年9月、フォーブス誌が「2010年から2011年で最も稼いだエンターテインメント界の男性」のランキングを発表し、9,000万ドル（日本円で約68億4,000万円）を稼いで5位にランクインした。

## 私生活
『アメリカン・アイドル』で共に審査員を務めたポーラ・アブドゥルとは交際の噂が囁かれ続けたが、2019年にポーラが「サイモンとは寝たことはない。彼は鏡に映る自分を見るのに忙しいのよ」とジョークも交え否定している。
2020年8月8日、自宅で電動自転車を運転中に転倒して背骨を骨折し、あわや下半身付随の大怪我を負う。

## プロデュースしたアーティスト
- ソニア
- シニータ
- ワン・ダイレクション

Syco所属アーティスト
- イル・ディーヴォ
- シェイン・ワード
- レオナ・ルイス
- マット・カードル
- スーザン・ボイル
- プリティ・マッチ

以前Sycoに所属していたアーティスト
- ウエストライフ
- ジョージ・サンプソン
- アレクサンドラ・バーク
- ポール・ポッツ
- ジョー・マケルダリー
- リディアン・ロバーツ

## ゲスト出演
- シンプソンズ - 声
- 最'狂'絶叫計画 - ラップ・バトルの審査員
- シュレック2 - Far Far Away Idolの審査員（声）
- トップ•ギア - 有名人レース

## 映画
- ワン チャンス One Chance (2013年) - 製作を担当[13]。コーウェルが審査員を務める公開オーディション番組『ブリテンズ・ゴット・タレント』に出場し、優勝したポール・ポッツの実話に基づく作品[14]。本作の劇中歌「Sweeter Than Fiction」はテイラー・スウィフトの楽曲で、第71回ゴールデングローブ賞主題歌賞にノミネートされた[15]。